# Panięta
Panięta – synowie rodów magnackich w Rzeczypospolitej Obojga Narodów, którzy jako juniorzy nabywali doświadczenie polityczne posłując na sejm. 
Za czasów panowania Zygmunta II Augusta stanowili 20% składu Izby Poselskiej, w 1589 już około 40%. 